# Copa de Liga de los Emiratos Árabes Unidos
La Copa de Liga de los Emiratos Árabes Unidos también llamada Etisalat Emirates Cup, es un torneo de fútbol organizado por la Federación de Fútbol de los Emiratos Árabes Unidos. 
El primer torneo se jugó en la temporada 2008-09, siendo el primer campeón el club Al-Ain FC.

## Palmarés
| Temporada | Campeón        | Resultado        | Finalista      |
| --------- | -------------- | ---------------- | -------------- |
| 2008-09   | Al-Ain         | 1 - 0            | Al-Wahda       |
| 2009-10   | Al-Jazira Club | 2 - 0            | Ajman Club     |
| 2010-11   | Al-Shabab      | 3 - 2            | Al-Ain         |
| 2011-12   | Al-Ahli Dubai  | 1 - 1 (5-3 pen.) | Al-Shabab      |
| 2012-13   | Ajman Club     | 2 - 0            | Al-Jazira Club |
| 2013-14   | Al-Ahli Dubai  | 2 - 0            | Al-Jazira Club |
| 2014-15   | Al-Nasr        | 4 - 1            | Al-Sharjah     |
| 2015-16   | Al-Wahda       | 1 - 0            | Al-Shabab      |
| 2016-17   | Al-Ahli Dubai  | 2 - 0            | Al-Shabab      |
| 2017-18   | Al-Wahda       | 2 - 1            | Al-Wasl        |
| 2018-19   | Shabab Al-Ahli | 3 - 1            | Al-Wahda       |
| 2019-20   | Al-Nasr        | 2 - 1            | Shabab Al-Ahli |
| 2020-21   | Shabab Al-Ahli | 0 - 0 (5-4 pen.) | Al-Nasr        |
| 2021-22   | Al-Ain         | 2 - 2 (5-4 pen.) | Shabab Al-Ahli |
| 2022-23   | Sharjah        | 2 - 1            | Al-Ain         |
| 2023-24   | Al-Wahda       | 1 - 0            | Al-Ain         |
| 2024-25   | Al-Jazira Club | 2 - 1            | Shabab Al-Ahli |

## Títulos por club
| Club              | Campeón | Años campeón                 | Subcampeón | Años subcampeón  |
| ----------------- | ------- | ---------------------------- | ---------- | ---------------- |
| Shabab Al-Ahli    | 5       | 2012, 2014, 2017, 2019, 2021 | 3          | 2020, 2022, 2025 |
| Al-Wahda FC       | 3       | 2016, 2018, 2024             | 2          | 2009, 2019       |
| Al-Ain FC         | 2       | 2009, 2022                   | 3          | 2011, 2023, 2024 |
| Al-Jazira Club    | 2       | 2010, 2025                   | 2          | 2013, 2014       |
| Al-Nasr SC        | 2       | 2015, 2020                   | 1          | 2021             |
| Shabab Al Arabi † | 1       | 2011                         | 3          | 2012, 2016, 2017 |
| Ajman Club        | 1       | 2013                         | 1          | 2010             |
| Al-Sharjah FC     | 1       | 2023                         | 1          | 2015             |
| Al-Wasl FC        | -       | ---                          | 1          | 2018             |

- † Equipo desaparecido.